# Synagoga w Sompolnie
Synagoga w Sompolnie – zbudowana w 1910 roku na miejscu starej bożnicy przy ulicy Piotrkowskiej. 

## Historia
Podczas II wojny światowej niemieccy okupanci zdewastowali synagogę. Po wojnie budynek synagogi służył jako magazyn. W 1993 roku została starannie odrestaurowana i przeznaczona na siedzibę biblioteki publicznej. W tym samym roku przyznano samorządowi nagrodę w konkursie dla najlepszego użytkownika obiektu zabytkowego za adaptację synagogi z całkowitym zachowaniem pierwotnego układu przestrzennego.

## Architektura
Murowany budynek synagogi wzniesiono na planie prostokąta. We wschodniej części znajdowała się główna sala modlitewna, a w zachodniej części przedsionek, nad którym znajduje się babiniec. Od strony wschodniej znajduje się apsyda na planie wycinka koła. Dookoła korpusu umieszczono aneksy, w których znajdują się klatki schodowe. Zachował się wystrój zewnętrzny i wewnętrzny.